# Шмаленбах, Герман
Герман Шмаленбах (нем. Herman Friedrich Schmalenbach; 15 ноября 1885, Бреккерфельд — 3 ноября 1950, Базель) — немецкий философ и социолог.

## Биография
Учился в Йене, Берлине, Мюнхене у Рудольфа Эйкена и Георга Зиммеля. Преподавал в Геттингенском университет и Ганноверской высшей технической школе. С 1931 года до конца жизни — ординарный профессор Базельского университета.
Брат — Ойген Шмаленбах (1873—1955), ученый-экономист. Сын — Вернер Шмаленбах (1920—2010), историк искусства.

## Научные идеи и интересы
Издавал труды Лейбница и Гоббса. Как философ был близок к феноменологии Гуссерля, в социальной философии и социологии развивал идеи Тённиса и Макса Вебера. Ввел в социальные науки (не без влияния Георге и фундаменталистской лексики его кружка, в который с 1908 входил) понятие союз (Bund), воспринятое позднее, среди других, Раймоном Ароном, Жоржем Батаем и Роже Каюа.

## Труды
- Das Seiende als Objekt der Metaphysik: erster Teil einer Erkenntnistheorie der Metaphysik. 1. Die erste Konzeption der Metaphysik im abendländischen Denken, Jena 1910 (диссертация),
- Leibniz, 1921.
- Kant und die Philosophie der Gegenwart, 1924.
- Die Kantsche Philosophie und die Religion, 1926.
- Das Mittelalter. Sein Begriff und Wesen, 1926.
- Kants Religion, 1929.
- Das Ethos und die Idee des Erkennens, 1933.
- Geist und Sein, 1939.
- On society and experience, 1977 (англ. перевод)